# Johann Gottfried Moritz
Pour les articles homonymes, voir Moritz.
Johann Gottfried Moritz, né en 1777 à Berlin et mort le 23 juillet 1840 à Berlin, est un facteur d'instruments de musique allemand, surtout connu comme l'un des inventeurs du tuba moderne.
Il invente en 1835 avec Wilhelm Wieprecht un nouvel instrument appelé « tuba basse de Wieprecht & Moritz » décrit dans le brevet prussien no 19.

## Biographie
Johann Gottfried Moritz est né à Berlin en 1777. À partir de 1799, il fait son apprentissage de facteur d'instruments à Leipzig, puis en 1805 il s'installe à Dresde. À partir de 1808, il revient à Berlin et ouvre son propre atelier. En 1819, il fut nommé facteur d'instruments à la cour royale prussienne, où il travailla pendant la majeure partie de sa carrière.

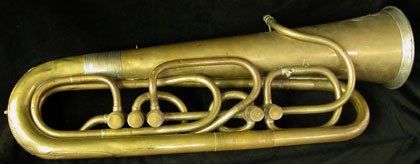
Tuba de Wieprecht et Moritz (1835).

Avec Wilhelm Friedrich Wieprecht, le directeur du corps royal de musique militaire, Moritz a réussi à améliorer considérablement le système de pistons utilisé sur les premiers cuivres. Ces pistons conçus par Moritz et Wieprecht étaient connues sous le nom de Berliner Pumpen,, et étaient plus fiables que les modèles précédents. Peu de temps après, Moritz inventa le tuba basse en fa , le premier tuba moderne, qu'il breveta en 1835. Wieprecht inclut presque immédiatement le nouveau tuba dans les orchestres militaires, où ses descendants restent utilisés comme instrument de basse dans les fanfares aujourd'hui. Le plus ancien tuba original restant de l'atelier de Johann Gottfried Moritz est aujourd'hui conservé au Musikinstrumenten-Museum de Berlin.
En 1835, Johann Gottfried se retire de la facture d'instruments, l'entreprise de fabrication est alors reprise par son fils Carl Wilhelm Moritz (en). Leurs fils et petits-fils ont gardé l'entreprise aux mains de la famille plus ou moins continuellement au cours du siècle et demi suivant, jusqu'à ce que les problèmes économiques qui ont suivi la Seconde Guerre mondiale aient forcé sa fermeture en 1959.